# زن مطلقه (فیلم ۱۹۳۰)
زن مطلقه (انگلیسی: The Divorcee) فیلمی پیشا-کد در ژانر درام به کارگردانی رابرت زی. لنرد است که در سال ۱۹۳۰ منتشر شد. از بازیگران آن می‌توان به نورما شیرر، چستر موریس، کنراد نیگل، رابرت مونتگومری، تایلر بروک و فلورنس الدریج اشاره کرد.